# ای.جی. بار
ای. جی. بار (انگلیسی: A.G. Barr) شرکت صنایع غذایی بریتانیایی است، که در سال ۱۸۷۵ تأسیس شد.